# Denys Sylantiev
Denys Olehovych Sylantiev –en ucraniano, Денис Олегович Силантьєв– (Zaporiyia, URSS, 3 de octubre de 1976) es un deportista ucraniano que compitió en natación, especialista en el estilo mariposa.
Participó en cuatro Juegos Olímpicos de Verano, entre los años 1996 y 2008, obteniendo una medalla de plata en Sídney 2000, en la prueba de 200 m mariposa, el sexto lugar en Atlanta 1996, en la misma prueba, y el sexto en Atenas 2004, en el relevo 4 × 100 m estilos.
Ganó una medalla de oro en el Campeonato Mundial de Natación de 1998 y tres medallas en el Campeonato Mundial de Natación en Piscina Corta entre los años 1997 y 2000.
Además, obtuvo ocho medallas en el Campeonato Europeo de Natación entre los años 1995 y 2004, y siete medallas en el Campeonato Europeo de Natación en Piscina Corta entre los años 1998 y 2002.

## Palmarés internacional
| Juegos Olímpicos                    | Juegos Olímpicos        | Juegos Olímpicos  | Juegos Olímpicos |
| Año                                 | Lugar                   | Medalla           | Prueba           |
| ----------------------------------- | ----------------------- | ----------------- | ---------------- |
| 2000                                | Sídney (Australia)      | Medalla de plata  | 200 m mariposa   |
| Campeonato Mundial                  |                         |                   |                  |
| Año                                 | Lugar                   | Medalla           | Prueba           |
| 1998                                | Perth (Australia)       | Medalla de oro    | 200 m mariposa   |
| Campeonato Mundial en Piscina Corta |                         |                   |                  |
| Año                                 | Lugar                   | Medalla           | Prueba           |
| 1997                                | Gotemburgo (Suecia)     | Medalla de plata  | 200 m mariposa   |
| 1999                                | Hong Kong (China)       | Medalla de bronce | 200 m mariposa   |
| 2000                                | Atenas (Grecia)         | Medalla de bronce | 100 m mariposa   |
| Campeonato Europeo                  |                         |                   |                  |
| Año                                 | Lugar                   | Medalla           | Prueba           |
| 1995                                | Viena (Austria)         | Medalla de plata  | 100 m mariposa   |
| 1997                                | Sevilla (España)        | Medalla de plata  | 100 m mariposa   |
| 1997                                | Sevilla (España)        | Medalla de plata  | 200 m mariposa   |
| 1999                                | Estambul (Turquía)      | Medalla de plata  | 200 m mariposa   |
| 1999                                | Estambul (Turquía)      | Medalla de bronce | 100 m mariposa   |
| 2002                                | Berlín (Alemania)       | Medalla de plata  | 200 m mariposa   |
| 2002                                | Berlín (Alemania)       | Medalla de bronce | 100 m mariposa   |
| 2004                                | Madrid (España)         | Medalla de oro    | 200 m mariposa   |
| Campeonato Europeo en Piscina Corta |                         |                   |                  |
| Año                                 | Lugar                   | Medalla           | Prueba           |
| 1998                                | Sheffield (Reino Unido) | Medalla de plata  | 200 m mariposa   |
| 1998                                | Sheffield (Reino Unido) | Medalla de bronce | 100 m mariposa   |
| 1999                                | Lisboa (Portugal)       | Medalla de bronce | 100 m mariposa   |
| 1999                                | Lisboa (Portugal)       | Medalla de bronce | 200 m mariposa   |
| 2001                                | Amberes (Bélgica)       | Medalla de oro    | 4 × 50 m libre   |
| 2001                                | Amberes (Bélgica)       | Medalla de plata  | 200 m mariposa   |
| 2002                                | Riesa (Alemania)        | Medalla de bronce | 4 × 50 m libre   |